# Rikako Aikawa
Rikako Aikawa (愛河 里花子 Aikawa Rikako, nom real: Nahomi Iwata (岩田 菜穂美, Iwata Nahomi), nascuda el 7 d'octubre de 1967) és una seiyuu que va nàixer en la Prefectura de Kanagawa, Japó. Està casada amb el seiyuu Mitsuo Iwata.

## Papers interpretats
Rikako Aikawa ha donat veu als següents personatges: 
- Barron, de A Tree of Palm.
- Butterfree, Caterpie, Golduck i altres, de Pokémon.
- Fifi, de Metrópolis.
- Fina S. Shinozaki i Nicks Shaiprapat, de Infinite Ryvius.
- Hare, Jungle Wa Itsumo Hare Nochi Guu.
- Megumi Kurogane, Gate Keepers.
- Nezumi, de Mirmo!.
- Oxnard i Brandy, de Hamtaro.